# ジャイルズ・ファーナビー
ジャイルズ・ファーナビー（Giles Farnaby, 1560年 コーンウォール地方トゥルーロ - 1640年11月 ロンドン）は、16世紀末から17世紀前半に活動したイングランドの作曲家。父トマスは学者で学校教師であった。ヴァージナル職人だった従兄弟ニコラスの手引きで音楽に開眼する。1592年にオックスフォード大学で音楽学士号を取得。
ファーナビーの作品はヴァージナルのためのものが有名であり、とりわけ曲集《フィッツウィリアム・ヴァージナル・ブック》に収録された52の小品が名高い。ヴァージナル曲以外では、マドリガルやカンツォネッタ、詩篇がある。
ヴァージナル・ブックに収録された作品のうち、以下の６曲がフィリップ・ジョーンズ・ブラス・アンサンブルのエルガー・ハワースによって金管五重奏用組曲 "Fancies, Toyes, and Dreams"（『空想・おもちゃ・夢』）として編曲されている。
- The Old Spagnoletta（古いスパニオレッタ）
- His Rest（休息）
- Tell mee Daphne（話してダフネ）
- A Toye（おもちゃ）
- His Dreame（夢）
- The New Sa-hoo（新しいサフー）

息子リチャードも作曲家として4曲を遺した。